# Nieuw-Apostolische kerk (Landgraaf)
De Nieuw-Apostolische kerk is een kerkgebouw aan de Veeweg in de buurt Lauradorp, in de wijk Ubach over Worms, in de gemeente Landgraaf en in de Nederlandse provincie Limburg.

## Geschiedenis
Het kerkgebouw werd als Evangelisatiegebouw gebouwd naar ontwerp van J.H. Visser en werd het in 1935 in gebruik genomen. Het stond pal naast de Christelijke Lagere Terpstraschool van 1930 en de bijbehorende onderwijzerswoning van 1935.
In 2021 is de kerk aan de eredienst onttrokken en omgebouwd tot woonhuis. De Nieuw-Apostolische kerk van Landgraaf is tegenwoordig gevestigd in de voormalige rooms-katholieke Sint-Barbarakerk in de wijk Kakert, die in 2019 aan de eredienst was onttrokken.

## Gebouw
Het betreft een bakstenen kerkje met transept onder zadeldaken, dat voorzien is van een dakruiter.